# Royal Astronomy
Royal Astronomy es el quinto álbum de Mike Paradinas, publicado bajo el seudónimo µ-ziq el 27 de julio de 1999, del estilo de música IDM. Es la continuación de Lunatic Harness.

## Listado de canciones
1. Scaling – 4:14
2. The Hwicci Song – 3:40
3. Autumn Acid – 3:42
4. Slice – 4:41
5. Carpet Muncher – 3:00
6. The Motorbike Track – 7:24
7. Mentim – 4:29
8. The Fear – 4:24
9. Gruber's Mandolin – 2:39
10. World of Leather – 4:22
11. Scrape – 1:42
12. 56 – 3:47
13. Burst Your Arm – 6:26
14. Goodbye, Goodbye – 4:11